# Brigita Cmuntová
Brigita Cmuntová (* 27. dubna 1994 Tábor) je česká zpěvačka, herečka a textařka. Proslavila se rolí Elišky Toufarové ve druhé a třetí řadě historického seriálu První republika.

## Životopis
Vystudovala obor hudebně-dramatické umění na Konzervatoři Jaroslava Ježka a tvorbu textu a scénáře na Vyšší odborné škole Jaroslava Ježka. Během studií založila se svým tehdejším partnerem Štěpánem Kloučkem hudební duo Brigita & Štěpán. V roce 2015 duu vyšlo debutové album Korálky. Od roku 2018 vyučuje zpěv na Konzervatoři Jaroslava Ježka, na oddělení populárního zpěvu.
Ve svých osmnácti letech ztvárnila Ofélii v muzikálu Janka Ledeckého Hamlet: The Rock Opera. O rok později se objevila jako Rašmí v muzikálu Gabriely Osvaldové a Ondřeje Soukupa Mauglí a jako Sněhurka v muzikálu pro děti Sněhurka a sedm závodníků. V roce 2017 ztvárnila Elišku Toufarovou v druhé řadě televizního seriálu První republika, objevila se i ve třetí řadě seriálu. V roce 2018 napsala spolu s Klárou Suchankovou texty písní k inscenaci Komorní činohry Kolo kolo mlýnský, o dva roky později se stala spoluautorkou textů písní (s Jurajem Čiernikem a Janem Vlasem) ke hře Pohádka o bídném havíři, uváděné na scéně Národního divadla moravskoslezského.
V roce 2020 ztvárnila Sašu ve filmu Bábovky, její filmové rodiče hráli Lenka Vlasáková a Jiří Langmajer. Objevila se také v lotyšském filmu Město na řece. Za ztvárnění role Zisele získala cenu Velký Kryštof (Lielais Kristaps), nejvyšší ocenění v lotyšské kinematografii, v kategorii nejlepší herečka ve vedlejší roli.

## Filmografie
| Rok       | Název                        | Role              | Poznámky                                     |
| --------- | ---------------------------- | ----------------- | -------------------------------------------- |
| 2014      | Případy 1. oddělení          | zdravotní sestra  | díl: „Důvod k zabití“                        |
| 2015      | Rodinný film                 |                   |                                              |
| 2015      | Dvě slova                    | Anežka            | krátký film                                  |
| 2015      | Vybíjená                     |                   |                                              |
| 2016      | Muzikál aneb Cesty ke štěstí | studentka         |                                              |
| 2017–2018 | První republika              | Eliška Toufarová  | televizní seriál, druhá a třetí řada seriálu |
| 2019      | Bez vědomí                   | Jana, dcera Hanky | televizní minisérie                          |
| 2020      | Bábovky                      | Saša              |                                              |
| 2020      | Ach, ta láska nebeská...     | dcera             | televizní pořad                              |
| 2020      | Město na řece                | Zisele            |                                              |
| 2021      | Božena                       | Žofie Rottová     |                                              |

## Divadelní role
- 2010 Karel Šíp, Petr Janda: Ať žije rokenrol!, Muzikantská Liduška (v alternaci s Barbarou Chybovou a Kristýnou Foltýnovou), Divadlo Broadway, režie Viktor Polesný
- 2012 Janek Ledecký: Hamlet: The Rock Opera, Ofélie (v alternaci s Evou Burešovou a Eliškou Bučkovou) a Helena (v alternaci s Evou Burešovou a Dominikou Richterovou), Divadlo Broadway, režie Robert Johanson[10]
- 2013 Gabriela Osvaldová, Ondřej Soukup: Mauglí, Rašmí (v alternaci s Michaelou Doubravovou), Divadlo Kalich, režie SKUTR
- 2013 Libor Vaculík, Vašo Patejdl, Václav Kopta: Sněhurka a sedm závodníků, Sněhurka (v alternaci s Kamilou Nývltovou a Michaelou Dostálkovou), Divadlo Hybernia, režie Libor Vaculík
- 2016 Eva Leinweberová a kol.: Nebojsa, Princezna (v alternaci s Hedvikou Řezáčovou), Divadlo Minor, režie Eva Leinweberová
- 2016 Jan Pixa, Alena Pixová, Vašo Patejdl, Kristýna Pixová: Alenka v kraji zázraků, Alenka (v alternaci s Annou Julií Slováčkovou a Michaelou Sejnovou), Divadlo Hybernia, režie Matěj Balcar
- 2016 Tomáš Podrazil: Pohádky z lesa, účinkující, Studio DAMÚZA, režie Tomáš Podrazil
- 2019 Otfried Preußler, Tereza Karpianus: Malá čarodějnice, Malá čarodějnice, Divadlo Minor, režie Tereza Karpianus